# Eleocharis callensii
Eleocharis callensii är en halvgräsart som beskrevs av H.E.Hess. Eleocharis callensii ingår i släktet småsäv, och familjen halvgräs. Inga underarter finns listade i Catalogue of Life.